# Bryophryne cophites
Espèce
Synonymes
- Phrynopus cophites Lynch, 1975

Statut de conservation UICN

 EN B1ab(iii) : En danger
Bryophryne cophites est une espèce d'amphibiens de la famille des Craugastoridae.

## Répartition
Cette espèce est endémique de la province de Paucartambo dans la région de Cuzco au Pérou. Elle se rencontre de 3 400 à 3 450 m d'altitude dans la cordillère de Paucartambo.

## Description

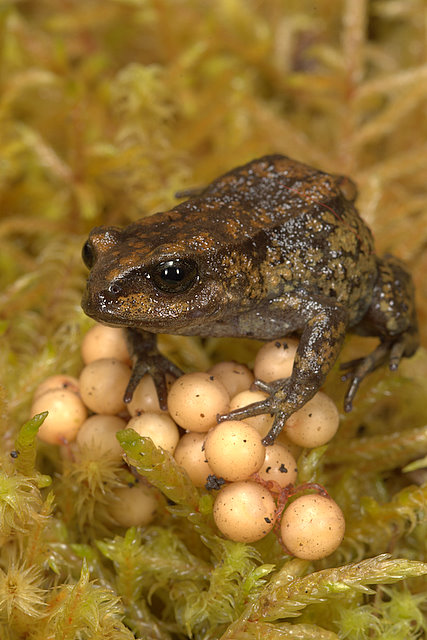
Bryophryne cophites

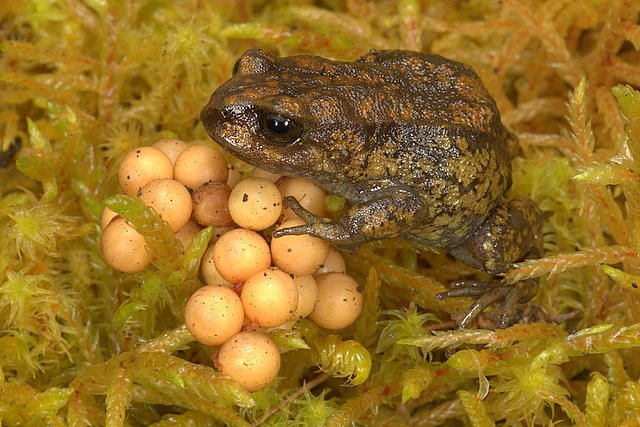
Bryophryne cophites

Les mâles mesurent de 18,0 à 22,7 mm et les femelles de 21,9 à 29,3 mm.

## Publication originale
- Lynch, 1975 : A review of the Andean leptodactylid frog genus Phrynopus. Occasional Papers of the Museum of Natural History University of Kansas, no 35, p. 1-51 (texte intégral).